# پرودو بی، آلاسکا
پرودو بی (به انگلیسی: Prudhoe Bay) شهرکی در شهرستان اسلوپ شمالی ایالت آلاسکا است که جمعیت آن در سرشماری سال ۲۰۰۰ میلادی ۵ نفر بوده‌است.